# Ed Roberts (Aktivist)
Edward Verne Roberts (* 23. Januar 1939; † 14. März 1995) war ein US-amerikanischer Aktivist der Independent-living-Bewegung und der erste Student mit schweren Behinderungen (Paraplegie) an der Berkeley-Universität in Kalifornien, USA. Er war ein Vorreiter an der Spitze der Behindertenbewegung in den USA der 1970er Jahre.

## Leben

### Frühe Jahre
1953, im Alter von vierzehn Jahren erkrankte er an Kinderlähmung, zwei Jahre bevor der Polioimpfstoff des Dr. Salk den Epidemien ein Ende machte. Als er nach 18 Monaten in Krankenhäusern nach Hause kam, war er vom Hals abwärts gelähmt, bis auf zwei Finger an einer Hand und einigen Zehen. Er verbrachte die Nächte an der eisernen Lunge und ruhte auch oft dort während des Tages. Nach der Beatmung mit der Eisernen Lunge überlebte er mit der Froschatmung, eine Technik zum Schlucken von Luft mittels der Gesichts- und Halsmuskulatur.
Er besuchte die Schule per Telefonkontakt, bis seine Mutter Zona darauf drang, dass er einmal pro Woche für ein paar Stunden zur Schule gehen sollte. In der Schule wurde er mit seiner tiefen Angst, angestarrt zu werden konfrontiert und verwandelte sein Selbstbewusstsein. Er gab es auf, von sich selbst als „hilflosem Krüppel“ zu denken und beschloss, sich selbst als Star zu sehen.
Ihm kam zugute, dass seine Mutter ihn durch ihr Beispiel gelehrt hatte, für das, was man braucht, zu kämpfen, als die Schulverwaltung Einwände gegen seinen Schulabschluss hatte, weil er die Anforderungen des Sportunterrichts und der Führerscheinausbildung nicht erfüllte.

### Aktivismus
Ed Roberts wird (in den USA) oft der Vater der Behindertenbewegung genannt. Seine Karriere als Verfechter (von Menschenrechten) begann, als ein Beamter drohte, ihm seinen Schulabschluss zu verweigern, weil er nicht an der Führerscheinausbildung und am Sportunterricht teilgenommen hatte. Nach dem Besuch des College von San Mateo wurde er in die Universität von Kalifornien in Berkeley aufgenommen. Die Unterstützung, die er vom Amt für berufliche Rehabilitation Kalifornien für die Zulassung zum Studium brauchte, musste er hart erkämpfen, weil sein Rehabilitationsberater dachte, er sei zu schwer behindert, um einen Job zu bekommen. Einer der Dekane der Uni bemerkte bekanntermaßen, als er von Roberts’ schwerer Behinderung erfuhr, „Zuvor haben wir es mit Krüppeln versucht und es hat nicht funktioniert,“ aber andere unterstützten sein Vorhaben und äußerten die Meinung, dass die Universität mehr tun sollte.
1962 wurde Roberts immatrikuliert, zwei Jahre bevor die Free Speech Movement (FSM, Bewegung für Meinungsfreiheit) Berkeley in eine Brutstätte der Studentenproteste verwandelte.

Als er bei seiner Suche nach einer Wohnung wegen seiner 800 Pfund schweren Eisernen Lunge auf Widerstand stieß, bot ihm der Direktor des Campus-Gesundheitsservice einen Raum im leerstehenden Flügel des Cowell-Krankenhauses an. Roberts akzeptierte seine Bedingung, dass das Areal, wo er lebte, als Schlafraum und nicht als medizinische Einrichtung gelten sollte. Seine Zulassung „brach das Eis“ für andere Studenten mit schweren Behinderungen, die sich ihm in den nächsten Jahren zugesellten. Daraus entwickelte sich das Cowell-Wohnprogramm.
Die Gruppe entwickelte ein Identitätsgefühl und fing an, mit Elan eine politische Analyse der Behinderung zu verfassen und nannte sich die Rolling Quads, zur Überraschung einiger nicht-behinderten Beobachter, die noch nie zuvor einen solchen Ausdruck von positivem Behinderten-Selbstbild gehört hatten. Im Jahr 1968, als zwei von den Rolling Quads durch einen autoritären Rehabilitationsberater von der Räumung aus dem Cowell Residence Programm bedroht waren, organisierten die Rolling Quads eine erfolgreiche Revolte, was zur Versetzung dieses Beraters führte.
Ihr Erfolg auf dem Campus inspirierte die Gruppe, zu beginnen, sich für Bordsteinabsenkungen einzusetzen, um den Zugang für eine breite Öffentlichkeit zu ermöglichen und für die Schaffung des Physically Disabled Student’s Program (PDSP), eines Förderprogramms für körperbehinderte Studierende, das von dem ersten Studenten geleitet wurde. Ed Roberts flog 3000 Meilen von Kalifornien nach Washington DC ohne Atmungsunterstützung zur Teilnahme an einer Konferenz zum Start des Bundesprogramms TRIO, für das das PDSP später die Finanzierung absicherte. Das PDSP bot den Studierenden der Universität Leistungen, einschließlich Vermittlung von Begleitern und Rollstuhlreparatur, aber es kamen schon bald Anrufe von Menschen mit Behinderungen mit den gleichen Problemen, die keine Studenten waren.
Ed Roberts erwarb 1964 den Bachelor und 1966 den Mastergrad in Politikwissenschaft der Universität Berkeley. 1969 wurde er offizieller Ph.D. Bewerber (C. Phil.) in Politikwissenschaft an der Berkeley, aber ohne Abschluss.
Die Notwendigkeit der größeren Gemeinschaft zu dienen führte zur Gründung des Berkeley Center for Independent Living (CIL), des ersten Independent living (Selbstbestimmt leben)-Programms für Dienste und Interessenvertretung, geführt von und für Menschen mit Behinderungen. Entgegen der landläufigen Meinung, war Roberts weder der Gründer des Berkeley CIL noch dessen erster Geschäftsführer. Er lehrte Politikwissenschaft an einem alternativen College, kehrte dann nach Berkeley zurück, um die Führung der jungen Organisation zu übernehmen. Er führte die CIL zu rasantem Wachstum während einer für die aufkommende Behindertenbewegung entscheidenden Zeit. Das CIL bot ein Modell für eine neue Art von Gemeinschaftsorganisation, speziell ausgerichtet auf die Bedürfnisse und Anforderungen von Menschen mit einer Vielzahl von Behinderungen. Der im Jahr 1976 neu gewählte Gouverneur Jerry Brown ernannte Ed Roberts zum Leiter des Ministeriums für berufliche Rehabilitation – dieselbe Behörde, die ihn einst als zu schwer behindert, um zu arbeiten, bezeichnete. Er bekleidete den Posten bis 1983 und kehrte, als die Politik in Kalifornien wieder nach rechts schwenkte, wieder nach Berkeley zurück, wo er mit Judy Heumann und Joan Leondas das World Institute on Disability (Weltinstitut für Behinderung) gründete.
Roberts starb am 14. März 1995, im Alter von 56 Jahren an einem Herzinfarkt.
Seine Abhandlungen werden in der Bancroft Library, der wichtigsten Bibliothek für Spezialsammlungen der University of California aufbewahrt.

## Ehrungen
- 1984 MacArthur Fellows Program
- Ed Roberts Day: 2010 unterzeichnete der kalifornische Gouverneur Arnold Schwarzenegger ein Gesetz, das den 23. Januar eines jeden Jahres zum Ed Roberts Day erklärte.[5]
- Ed Roberts Campus: 2011 wurde ein Independent living Center, bekannt als Ed Roberts Campus eröffnet.[6][7][8]
- Aufgenommen in die California Hall of Fame 2011.[9]